# Bob Clearmountain
Bob Clearmountain es un productor e ingeniero de sonido estadounidense. 
Clearmountain ha trabajado con múltiples artistas incluyendo a Bruce Springsteen (mezcla de Born in the U.S.A.), The Rolling Stones (re-mezclas de los sencillos "Miss You" y "Out of Tears") así como el álbum Tattoo You, Bryan Adams (mezcla de todos sus discos desde Reckless), Robbie Williams (Intensive Care), Toto, Bon Jovi (These Days, Crush, Bounce), Altered State, Simple Minds, y otros 235 artistas.
Ha sido nominado a 4 premios Grammy y ganó un Grammy Latino en el año 2007 por Mejor Álbum Vocal Masculino Pop por su trabajo como ingeniero de sonido en el álbum de Ricky Martin "MTV Unplugged". También ha ganado un Emmy y siete TEC Awards por "Mejor Ingeniero de Grabación", otro por "Mejor Ingeniero de Transmisión", un "Les Paul Award" especial y un premio Monitor por el programa Voodoo Lounge de los Rolling Stones para televisión de pago. 
Está casado con la CEO de Apogee Electronics, Betty Bennett.
Clearmountain tocó el bajo en el primer álbum de The Dead Boys llamado Young, Loud and Snotty, antes de que Jeff Magnum se volviera a unir al grupo.

## Algunos de sus trabajos como productor
- Los álbumes de Bryan Adams' You Want It, You Got It, Cuts Like A Knife, Reckless e Into The Fire
- Con Jonatha Brooke en los álbumes Steady Pull y Careful What You Wish For
- El álbum de 1982 de The Church llamado The Blurred Crusade
- Con Hall & Oates' el álbum de 1984 Big Bam Boom
- El álbum Tripping the Live Fantastic de Paul McCartney
- Con The Pretenders el álbum Get Close
- El álbum de Simple Minds Once Upon a Time
- En 1990 con The Who en el álbum Join Together
- Con la Michael Stanley Band en 1983 el álbum You Can't Fight Fashion
- El álbum que documenta el concierto de Woodstock '94 en Saugerties, NY.

## Algunos de sus trabajos como ingeniero de mezclas
- El álbum de 1974 de Kool and the Gang llamado Light of Worlds
- Los álbumes de los The Rolling Stones Tattoo You de 1981 , Still Life de 1982, Stripped de 1995, Live Licks de 2004 y los sencillos "Miss You" de 1978 y "Out of Tears" de 1994
- El álbum de 1982 de Roxy Music llamado Avalon
- En 1983 el álbum Sports de Huey Lewis and the News
- El álbum Let's Dance de David Bowie en 1983
- Los álbumes de Bruce Springsteen: (1984) Born in the USA, (1987) Tunnel of Love, (1986) Live/1975-85, (1992) Lucky Town, (1998) Tracks y (2006) The Seeger Sessions
- Los álbumes de Bryan Adams: (1984) Reckless, (1991) Waking Up the Neighbours, (1997) MTV Unplugged, (1998) On a Day Like Today, (2003) Live At The Budokan, (2004) Room Service y (2008) 11
- El álbum de Hall & Oates de 1984 Big Bam Boom
- En 1985 el álbum Boys and Girls de Bryan Ferry
- El álbum de Men at Work llamado [Two Hearts (álbum)|Two Hearts]] en 1985
- En 1986 el álbum de The Pretenders llamado Get Close
- La canción "Just Like Heaven" de The Cure en 1987
- Los álbumes de INXS: (1987) Kick, (1992) Welcome to Wherever You Are y(1993) Full Moon, Dirty Hearts
- En 1991 la canción de Dire Straits "Heavy Fuel"
- En 1992 el álbum "Kingdom of Desire" de Toto
- En 1994 la grabación de Nine Inch Nails "Happiness in Slavery" en vivo en Woodstock 94
- Los álbumes de Bon Jovi: (1995) These Days, (2000) Crush y (2002) Bounce
- En 1995 el álbum de Collective Soul llamado Collective Soul
- Los álbumes de The Corrs: (1995) Forgiven Not Forgotten and (1997) Talk On Corners y MTV Unplugged
- En 2000 el álbum de Bad Religion llamado The New America
- En 2005 el álbum de Simple Minds llamado Black & White 050505
- El álbum Wildflower de Sheryl Crow
- El álbum de 2005 de Robbie Williams llamado Intensive Care
- En 2009 el álbum de Alejandro Sanz llamado Paraíso Express
- Here We Go Again álbum de 2009 de Demi Lovato